# Notes of a Son and Brother
Notes of a Son and Brother (em português, Notas de um filho e irmão) é uma autobiografia publicada por Henry James em 1914. O livro trata da juventude de James, e conta sobre a "ferida obscura" que o  manteve longe da Guerra de Secessão, seus primeiros esforços na criação literária e a morte prematura de sua prima adorada, Minny Temple, por causa da tuberculose.